# شارلوت فولرتون
شارلوت فولرتون (بالإنجليزية: Charlotte Fullerton)‏ (1949، سالم في الولايات المتحدة)؛ كاتِبة مُتخصِّصة في أدب الأطفال، سيناريست وروائية أمريكية. درست في جامعة كاليفورنيا الجنوبية.

## روابط خارجية
- شارلوت فولرتون على موقع IMDb (الإنجليزية)
- شارلوت فولرتون على موقع قاعدة بيانات الفيلم (الإنجليزية)
- شارلوت فولرتون على موقع ANN person (الإنجليزية)